# 湧田佑
湧田 佑（わくた ゆう、1928年12月18日 - ）は、日本の文芸評論家。本名・優（まさる）。
神奈川県出身。日本大学文理学部国文科卒。専門学校講師。井伏鱒二について研究してきた。

## 著書
- 『高校生文学散歩』三一書房 高校生新書 1966
- 『古典文学散歩』三一書房 高校生新書 1967
- 『私注・井伏鱒二』明治書院 国文学研究叢書 1981
- 『井伏鱒二の世界 小説の構造と成立』集英社 1983
- 『現代文学名作探訪事典』有峰書店新社 1984
- 『図説・井伏鱒二 その人と作品の全貌』有峰書店新社 1985
- 『井伏鱒二 作家の思想と方法』明治書院 1986
- 『井伏鱒二をめぐる人々 夏目漱石/森鷗外/尾崎士郎・宇野千代/中村正常/小沼丹/黄瀛』林道舎 1991
- 『井伏鱒二事典』編 明治書院 2000
- 『毛武游記 渡辺崋山、天保2年中山道・桐生道の旅 平成校注』「犀」俳句出版部 2005
- 『新編鎌倉事典』文芸社 2011

共著
- 「指に目がある」中川光著「人形村のこどもたち」湧田佑著 毎日新聞社、1968